# Cryptocarya sellowiana
Cryptocarya sellowiana är en lagerväxtart som beskrevs av P.L.R.Moraes. Cryptocarya sellowiana ingår i släktet Cryptocarya och familjen lagerväxter. Inga underarter finns listade i Catalogue of Life.